# Bad Romance
«Bad Romance» es una canción de la artista estadounidense Lady Gaga. Se lanzó como el sencillo principal de su tercer EP, The Fame Monster, en 2009. Compuesta y coproducida por ella y RedOne, la artista se inspiró en la paranoia que experimentó durante su gira mundial de 2008 a 2009. Después de que una demo se filtrase, la cantante estrenó la versión final en un desfile de Alexander McQueen durante la semana de la moda de París en octubre de 2009. A esto le siguió el lanzamiento de la carátula del sencillo.
En cuanto a su música, «Bad Romance» presenta un puente hablado, un coro a voz plena y su letra hace referencia a la situación de estar enamorado del mejor amigo de uno. El tema, que contiene elementos de la música de las décadas de 1990 y 1980 e influencias de la música house y techno alemana, ha sido descrito por Gaga como una canción de pop experimental. «Bad Romance» recibió elogios de la mayoría de los críticos, que la compararon con «Poker Face». Se colocó en el noveno lugar de la lista elaborada por la revista Rolling Stone de las veinticinco mejores canciones de 2009 y ganó un premio Grammy en la categoría de mejor interpretación vocal de pop femenina. Además, tuvo un gran éxito comercial y alcanzó el primer puesto en las listas del Reino Unido, Irlanda, Canadá, Suecia, Alemania, Austria y Dinamarca; así como llegó al segundo puesto en las listas de Estados Unidos, Australia y Nueva Zelanda. Según la IFPI, hacia noviembre de 2014 vendió mundialmente doce millones de copias en formato digital, lo que hizo que sea el segundo sencillo más exitoso de Gaga, detrás de «Poker Face» (2008) y, también, el segundo sencillo con mayor cantidad de ventas de 2010.
Su video musical cuenta con el récord de ser el primer video en la historia de YouTube en superar los doscientos millones de visitas, con sólo meses de haberse publicado, y está dirigido por Francis Lawrence. Se estrenó el 10 de noviembre de 2009 y muestra a la intérprete en el interior de una casa de baños blanca de estilo surrealista. Allí, es secuestrada por un grupo de supermodelos que la drogan y la venden a la mafia rusa para ejercer la prostitución. El video finaliza con el asesinato del hombre que la había traído allí. Tuvo una recepción positiva por su estilo artístico y su trama simbólica. Estuvo nominado en diez categorías en los MTV Video Music Awards de 2010 y ganó en siete, entre las que se cuenta la categoría de video del año. Además, ganó un premio Grammy al mejor video musical de formato corto. En agosto de 2011, los lectores de la revista musical Billboard catalogaron al video de «Bad Romance» como el mejor video de la década del 2000. Gaga ha interpretado «Bad Romance» en varios programas de televisión como Saturday Night Live, Gossip Girl y American Idol, así como en eventos como los American Music Awards de 2009. Además, fue el cierre en los conciertos de su gira The Monster Ball Tour, donde cantaba dentro de un giroscopio gigante.

## Antecedentes y lanzamiento
La idea sobre componer un nuevo sencillo comenzó cuando la cantante interpretó una breve parte de la canción en el late show estadounidense Saturday Night Live el 3 de octubre de 2009, junto con «Poker Face» y «LoveGame», ambas pertenecientes al álbum debut de Gaga The Fame. Poco después, «Bad Romance» se confirmó como el primer sencillo de The Fame Monster. Previamente a su estreno oficial, se había filtrado una demo en Internet, lo que la llevó a declarar en su cuenta de Twitter: «Se filtró mi próximo sencillo, pero hace sangrar mis oídos [sic]. Esperen a escuchar la versión real».
Finalmente, el 6 de octubre de 2009, se estrenó durante un desfile organizado por el diseñador Alexander McQueen en la semana de la moda en París. Cuando la artista anunció que presentaría el sencillo en dicho evento, el sitio web que transmitía el desfile «colapsó casi inmediatamente» según la biógrafa de la cantante, Maureen Callahan. La artista comentó que «Bad Romance» fue una de las canciones que compuso en 2008 mientras estaba de gira. Las canciones compuestas durante ese tiempo son acerca de los diversos «monstruos» (distintos tipos de paranoia) que enfrentó durante su viaje; uno de ellos fue el «monstruo del amor» y de allí surgió la inspiración para componerla. La cantante explicó que generalmente se sentía sola cuando estaba en una relación y concluyó que se deja arrastrar por hombres con quienes las relaciones amorosas nunca funcionan. Por ende, en «Bad Romance» define si ella prefiere relaciones tan solitarias o es que elige mal los hombres. En una entrevista con la revista Grazia, Gaga explicó más detalladamente su inspiración:

Compuse [«Bad Romance»] cuando estaba en Noruega en el ómnibus de la gira. Estuve en Rusia, luego en Alemania y pasé mucho tiempo en el este de Europa. Allí tienen esa música alemana house-techno fantástica, así que quise hacer una canción de pop experimental. Quise dejar de lado [la década de 1980] un poco, así que el estribillo es una melodía de 1990, de donde proviene la inspiración. Seguramente hubo un poco de whisky en el proceso de componer el tema. Trata sobre estar enamorado de tu mejor amigo.

El 15 de octubre de 2009 se reveló la portada del sencillo, que muestra a Gaga mirando hacia abajo con un vestido rojo que tapa su cara y se ve únicamente su cabello. Al respecto, Bill Lamb de About.com dijo: «Gaga está manteniendo su racha de generar imágenes de gran alcance para acompañar su música y las representaciones escénicas». La versión del álbum oficial de «Bad Romance» se lanzó 19 de octubre de 2009. Por otro lado, se puso a la venta en iTunes el 26 de octubre de 2009 en Estados Unidos y Reino Unido, y se lanzó por primera vez en el formato sencillo en CD el 23 de noviembre de dicho año en la última región. Al respecto, el productor RedOne comentó a X Magazine: «Cuando hicimos [The Fame Monster], la discográfica nos pidió que hiciéramos más canciones, nos dijeron: "¿Pueden superar a 'Poker Face'? Esa es [...] la mejor canción del año". Contestamos: "No estamos pensando en superarla, sólo haremos lo que [siempre] hacemos" Y luego hicimos "Bad Romance", así que creo que esa tiene que ser la meta: siempre hacer [las cosas] mejor».

## Composición y grabación

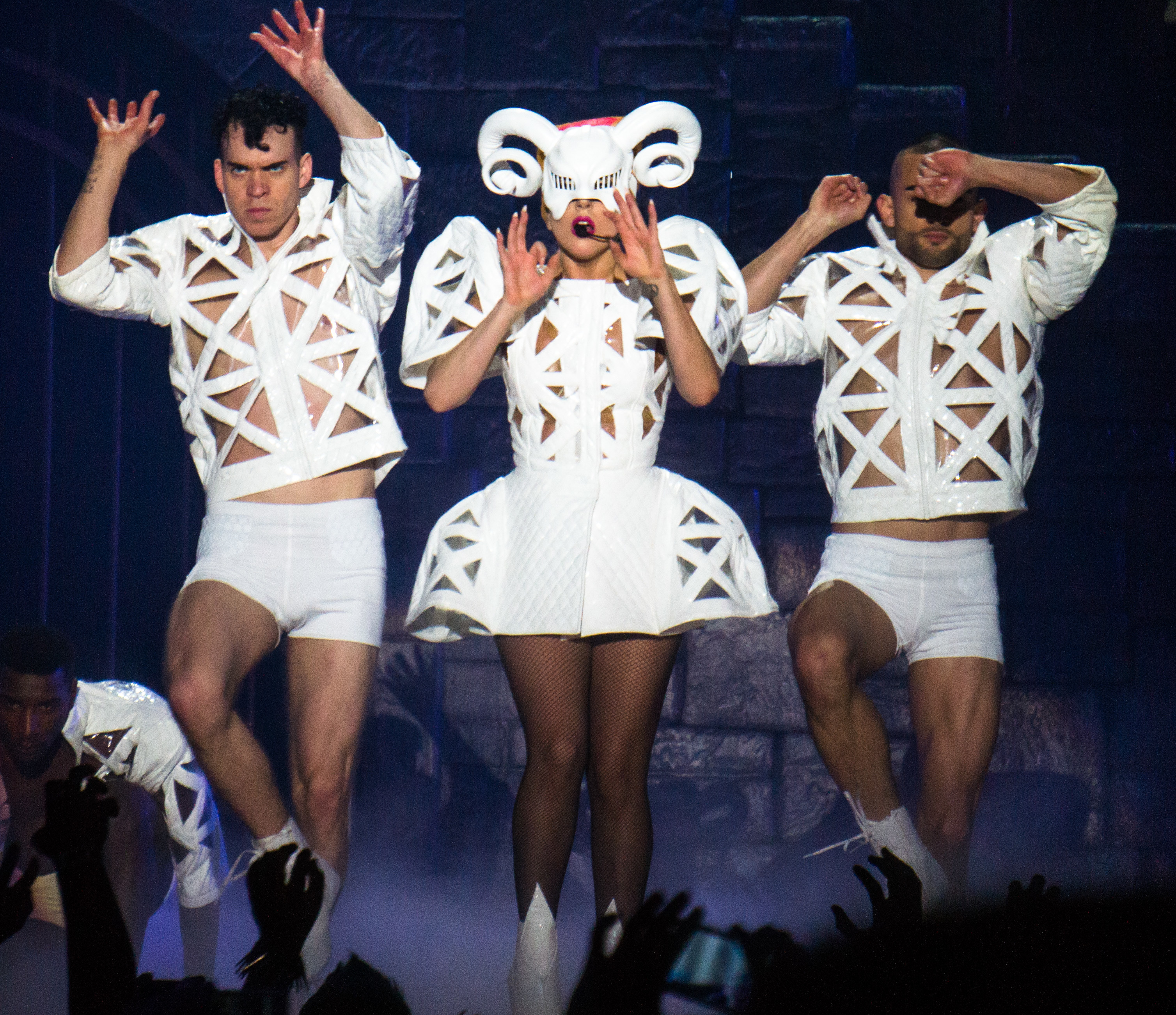
Gaga interpretando «Bad Romance» en la gira The Born This Way Ball.

«Bad Romance» fue compuesta y producida por Lady Gaga y por RedOne. Se grabó en los Record Plant Studios de Los Ángeles y los FC Walvisch Recording Media Studios de Ámsterdam. Según Gil Kaufman de MTV, la canción tiene un tempo similar al sencillo anterior de la artista, «Poker Face». El tema comienza con una parte del estribillo y luego se canta el gancho «Rah-rah-ah-ah-ah, roma-roma-mah, Gaga-ooh-la-la». A esto le sigue el pulso marcado por la percusión y un riff de teclado. Tras la primera estrofa, sigue un pasaje hablado anterior al estribillo, que consiste en los versos «You know that I want you, and you know that I need you, I want your bad, your bad romance» —«Sabes que te quiero y sabes que te necesito, quiero tu mal, tu mal romance». Le sigue el estribillo a plena voz, donde Gaga canta «I want your love, and I want your revenge, you and me could write a bad romance, [...] Caught in a bad romance» —«Quiero tu amor y quiero tu venganza, tú y yo podríamos escribir un mal romance, [...] Atrapada en un mal romance». En el interludio, la artista canta el estribillo en francés: «Je veux ton amour, et je veux ta revanche, je veux ton amour» —«Quiero tu amor y quiero tu venganza, quiero tu amor».
En el sitio About.com, el crítico Bill Lamb comentó que la música es muy apropiada para transmitirse en espectáculos de diseñadores de moda y en un desfile. Sal Cinquemani de Slant Magazine afirmó que el tema consiste en sintetizadores de estilo new wave y un número interminable de ganchos. Simon Price de The Independent consideró que el estribillo tiene influencias de la música de Boney M, mientras que la crítica de The Guardian de Kitty Price afirmó que «Bad Romance» evocaba el álbum de Depeche Mode de 1986 Black Celebration. Según la partitura publicada en el sitio Musicnotes.com por Sony/ATV Music Publishing «Bad Romance» posee un compás de 4/4 y se interpreta en un tiempo de metrónomo de ciento diecinueve pulsaciones por minuto. Está en la tonalidad de la menor y el registro vocal de la cantante abarca desde las notas mi3 a la5. Su progresión armónica para las estrofas consiste en la menor-do-fa-do-sol y la utilizada en el estribillo, fa-sol-la menor-do-fa-sol-mi-la menor.
La letra se refiere a aspectos de una mala relación, pero también habla de la moda en el verso «Walk, walk, fashion, baby, work it, move that bitch crazy» —«Camina, camina, a la moda, nena, hazlo funcionar, mueve a esa perra loca». En una entrevista, Gaga señaló que se refería a las películas de Alfred Hitchcock en el verso «I want your Psycho, your Vertigo shtick, want you in my rear window, baby, you're sick» —«Quiero tu Psicosis, tu actuación en Vértigo, te quiero en mi ventana trasera, nene, eres enfermizo». Comentó al respecto: «Lo que estoy tratando de decir en realidad es que quiero las partes más profundas, más oscuras, más enfermas de ti que temes compartir con alguien porque te amo mucho».

## Recepción

### Comentarios de la crítica
«Bad Romance» recibió elogios de los críticos. En 2011, la revista Rolling Stone la llamó la mejor canción de Gaga, elogió el estribillo pegadizo de la canción y cómo el «pulso de discoteca arrollador activa una canción que es majestuosa, cursi, alegre y melancólica». Lamb nombró la canción como una de las mejores de The Fame Monster y comentó que «la voz de Lady Gaga está en su mejor momento aquí, mientras oscila entre la amenaza y la dulzura flotante y viceversa. [...] Si tenías algún temor de que Gaga sería un álbum y punto, el pulso capaz de llenar una habitación y la melodía de "Bad Romance" deberían ayudarte a disiparlo». Gil Kaufman de MTV describió cómo el «pulso mínimo [de la canción] permanece a fuego lento la mayor parte [del tiempo], [...] elevándose en un latido extático, similar a Erasure durante el estribillo, pero carece del empuje inmediato de algunos de los mayores éxitos de Gaga hasta la fecha». Otros críticos también hallaron referencias a la música de la década de 1980. Sal Cinquemani de Slant Magazine mencionó que la canción es uno de los puntos sobresalientes del álbum y explicó que «si las melodías pueden etiquetarse según el tiempo, [esta] llevaría "80s" escrito [en su trasero]». Kitty Empire de The Guardian comentó que sencillos como «Bad Romance» hacen a Gaga comparable con Madonna.
| Lady Gaga tiene un talento enorme. Podría haber elegido «Telephone». Cuando hicimos el concierto a beneficio de la selva tropical con Bruce Springsteen, él me dijo: «“Bad Romance” es una canción tremenda». Y lo escuché cantarla. Los músicos que componen canciones creen que ella es cosa seria. —Elton John con respecto a la canción, que colocó en el décimo puesto de su lista «Nuevos clásicos» elaborada para Rolling Stone. |

En referencia a su popularidad emergente, John Dolan de Rolling Stone comentó que «"Bad Romance" convierte el nombre [de Gaga] en un canto teutónico». Christopher John Farley de The Wall Street Journal elogió el hecho de que el gancho de la canción es pegadizo,  mientras que Michael Hubbard de MusicOMH consideró que el estribillo del tema es el mejor de Gaga hasta ahora. Pitchfork Media ubicó «Bad Romance» en el puesto treinta y nueve de su lista de las mejores canciones de 2009 y comentó que es «épica en su constitución». Simon Price, de The Independent, destacó la naturaleza oscura de la canción y comentó que su primer verso, I want your ugly, I want your disease («Quiero tu fealdad, quiero tu enfermedad») establece el tono de naturaleza gótica de The Fame Monster. En forma similar, Edna Gundersen de USA Today comentó que «la impulsada por sintetizadores "Bad Romance" es un marcarritmo furioso de discoteca con un vientre sórdido». La Boston Public Health Commission ubicó a «Bad Romance» en el décimo puesto de su «Lista top 10 de canciones con elementos no saludables en una relación». Josh Model de la revista Spin comentó que el tema «suena como la mejor canción de Madonna en años», aunque otorgó a The Fame Monster un puntaje de seis sobre diez en su reseña.
Mikale Wood de Los Angeles Times llamó a la canción «europoppy» y Paul Lester de la BBC afirmó que la canción es «de mala calidad» y la comparó con la música de Andy Warhol. Monica Herrera de Billboard afirmó que «Bad Romance» no era tan atrapante como las canciones anteriores de Gaga, pero posee un sex appeal «maligno». Jon Blistein de L Magazine describió la organización de la canción. Consideró que «"Bad Romance" se regocija en la pesadilla que trata de crear con referencias a Hitchcock y [su] letra sombría», pero le falta cohesión; la llamó una unión de una canción de Cher, estrofas con falso acento europeo, un estribillo potente de discoteca y un puente hablado insulso. Nick Levine de Digital Spy concedió cinco estrellas sobre cinco a la canción y la llamó «un sencillo con tanta bravura como "Just Dance" o "Poker Face". Podríamos resaltar el estribillo descomunal, la interpretación vocal fabulosamente trastornada o el hecho de que RedOne todavía reserva sus mejores y más rimbombantes producciones para ella. [...] Gracias a Dios, Nueva York, la moda o lo que sea por haberla inventado». Daniel Kreps de Rolling Stone, mientras comentaba la filtración original de la canción, consideró que es comparable a «Poker Face» y que no estaba a la par de los otros sencillos de Gaga. La revista estadounidense además colocó la canción en el noveno puesto de su lista de las mejores veinticinco canciones de 2009. El 13 de febrero de 2011, el sencillo ganó un premio Grammy en la categoría de mejor interpretación femenina vocal de pop.

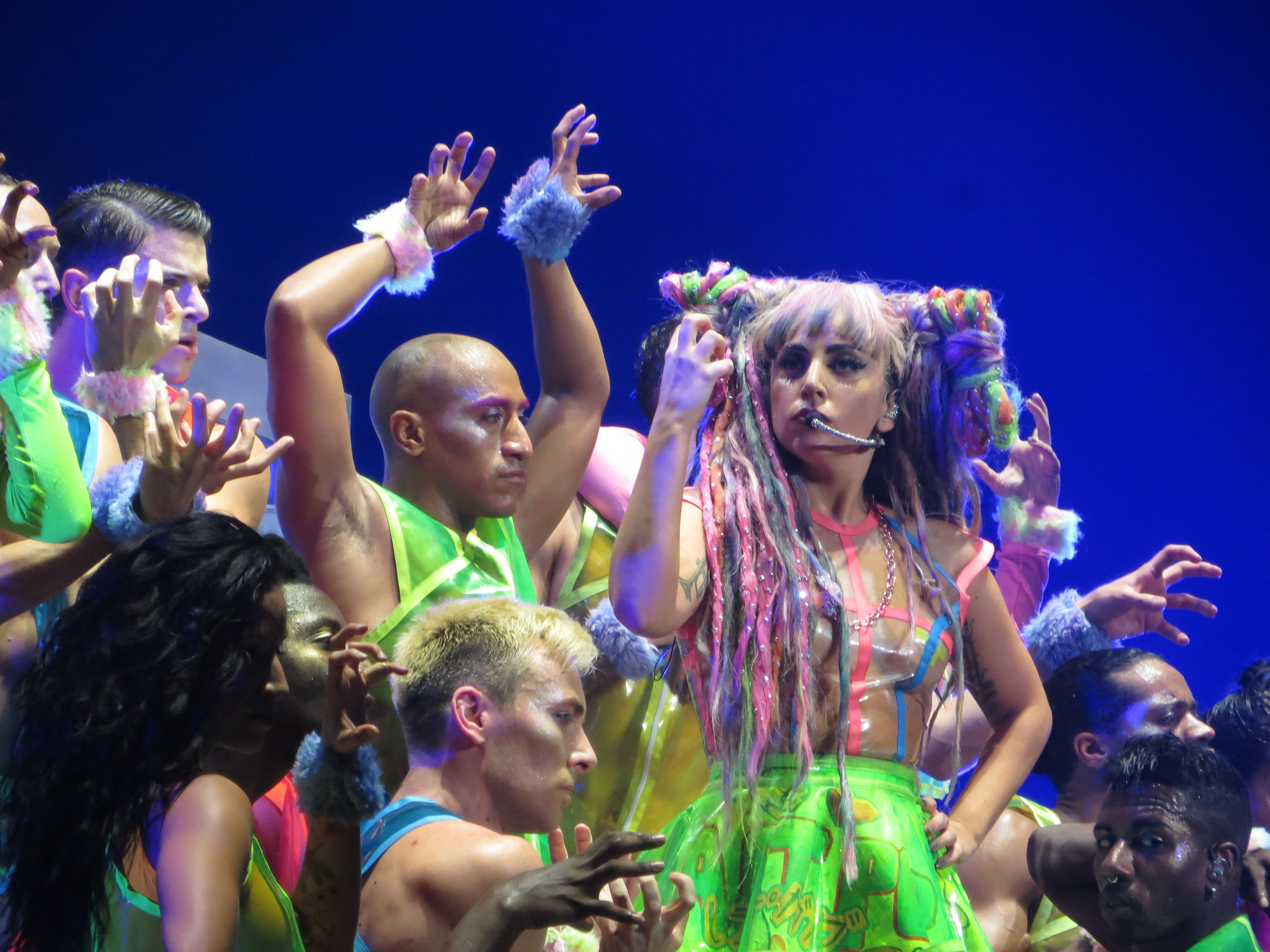
Gaga interpretando «Bad Romance» en la gira artRAVE: The ARTPOP Ball Tour (2014).

### Rendimiento comercial
«Bad Romance» logró tener un gran éxito a nivel mundial y vendió en 2010 más de 9 700 000 copias digitales que, de acuerdo con la organización IFPI, lo convirtieron en la segunda canción más vendida de dicho año. Para octubrede 2020, «Bad Romance» superó las 12 millones de copias vendidas a nivel mundial, convirtiéndose en uno de los sencillos más vendidos de todos los tiempos.
En Estados Unidos, debutó en el noveno puesto del conteo Billboard Hot 100 durante la semana del 14 de noviembre de 2009. En dicha edición de la revista Billboard, la canción había logrado vender 142 000 copias digitales, las cuales marcaron, hasta ese entonces, el mejor debut de la cantante en el conteo. En su segunda semana, cayó al puesto número 19, pero a la siguiente edición se restableció y ascendió al puesto 11; pasó así tres semanas en el Hot 100.
 Tras un incremento notorio de sus ventas, en la semana del 5 de diciembre de 2009, «Bad Romance» ascendió del puesto 11 al número 2, luego de vender 209 000 copias. En total, se mantuvo siete semanas no consecutivas en el segundo puesto, aunque fue superado por «Empire State of Mind» de Jay-Z con Alicia Keys y por «Tik Tok» de Kesha. Por otro lado, la canción debutó en el puesto 38 del conteo radial Pop Songs en la edición del 7 de noviembre de 2009, y luego, en la semana del 16 de enero de 2010, ascendió al primer puesto, con lo que se convirtió en el quinto sencillo consecutivo de la cantante que alcanzar dicha posición. También logró liderar otras listas de la revista Billboard como la Digital Songs y Dance/Club Play Songs, mientras que llegó al segundo puesto en el conteo Radio Songs. Recibió el reconocimiento de once discos de platino otorgados por la Recording Industry Association of America (RIAA). Hasta el 25 de febrero de 2018, había vendido 5.8 millones de copias en los Estados Unidos. En Canadá, debutó en la lista de sencillos del país en el puesto número 58. A la semana siguiente, correspondiente a la edición publicada el 14 de noviembre de 2009 por la revista Billboard, la canción ascendió directamente al primer puesto y fue el sencillo con mayor radiodifusión de dicha semana. Gracias a ello, Gaga obtuvo su tercer sencillo número uno, tras «Just Dance» y «Poker Face». Además, recibió siete discos de platino otorgados por la Canadian Recording Industry Association (CRIA), tras vender 280 000 copias digitales en el país.

La cantante interpretando «Bad Romance» en The Today Show.

En Europa, el sencillo logró un gran éxito y llegó a alcanzar el número 1 en el European Hot 100 Singles, una lista elaborada por Billboard a partir de las ventas en los quince países de la Unión Europea. En el Reino Unido, «Bad Romance» debutó, durante la semana del 7 de noviembre de 2009, en el puesto número 14 del conteo UK Singles Chart. En su séptima semana de la lista distribuida por la compañía The Official UK Charts Company, correspondiente a la edición del 19 de diciembre de 2009, ascendió al primer puesto. Así, se convirtió en el tercer número uno de Gaga en el 2009, lo que llevó a la cantante a ser la única artista femenina en tener tres canciones en la máxima posición en un mismo año. Durante la semana del 9 de enero de 2010, ascendió nuevamente al primer puesto, con lo cual Gaga se convirtió en la segunda cantante del siglo XXI en tener un mismo sencillo en el número uno en una semana del 2009 y en otra del 2010. Con todo, recibió tres discos de platino entregado por la British Phonographic Industry (BPI). Para enero de 2025, la canción vendió más de 2.2 millones de unidades en el país. En Alemania, debutó en el tercer puesto, y en su sexta semana del conteo publicado por Media Control Charts alcanzó el número uno. Tras ello, le fue otorgado un disco de platino en el país, por la venta de trescientas mil copias. En Francia, la canción debutó en el puesto número uno, donde se mantuvo una sola semana, y fue certificada como disco de platino, con ventas superiores a las 250 000 copias. Concretamente, fue número uno en Austria, Bulgaria, Dinamarca, Eslovaquia, España, Finlandia, Francia, Hungría, Irlanda, Italia, Noruega, República Checa, Rumania y Suecia, mientras que llegó al segundo puesto en la Región Flamenca de Bélgica y en Suiza, y llegó al top 5 en la Región Valona de Bélgica y al top 10 en los Países Bajos.
En Oceanía, el sencillo logró tener una buena recepción. De manera concreta en Australia, «Bad Romance» debutó, durante la semana del 2 de noviembre de 2009, en el puesto número 16 de la lista Australian Singles Chart. En la siguiente edición del conteo, ascendió al tercer puesto y se convirtió en el sencillo más vendido de dicha semana. Algunas ediciones después del conteo, concretamente en la del 14 de diciembre de 2009, el sencillo ascendió al segundo puesto y esa fue su mejor posición en la lista. Con todo, recibió cuatro discos de platino otorgados por la Australian Recording Industry Association por vender 280 000 copias legales en el país. En los años 2009 y 2010, la canción figuró en las listas publicadas a fin de año por la ARIA en los puestos 31 y 26 respectivamente. En Nueva Zelanda, «Bad Romance» debutó, en la edición del 2 de noviembre de 2009, en la posición número 33 de la lista de los sencillos más vendidos en el país. Luego de esto, en la semana del 21 de diciembre de 2009, ascendió al puesto número dos, que fue su máxima posición en la lista neozelandesa. Luego de esto, el sencillo recibió dos discos de platino otorgados por la Recording Industry Association of New Zealand tras vender treinta mil copias legales en el país.

## Video musical

### Producción

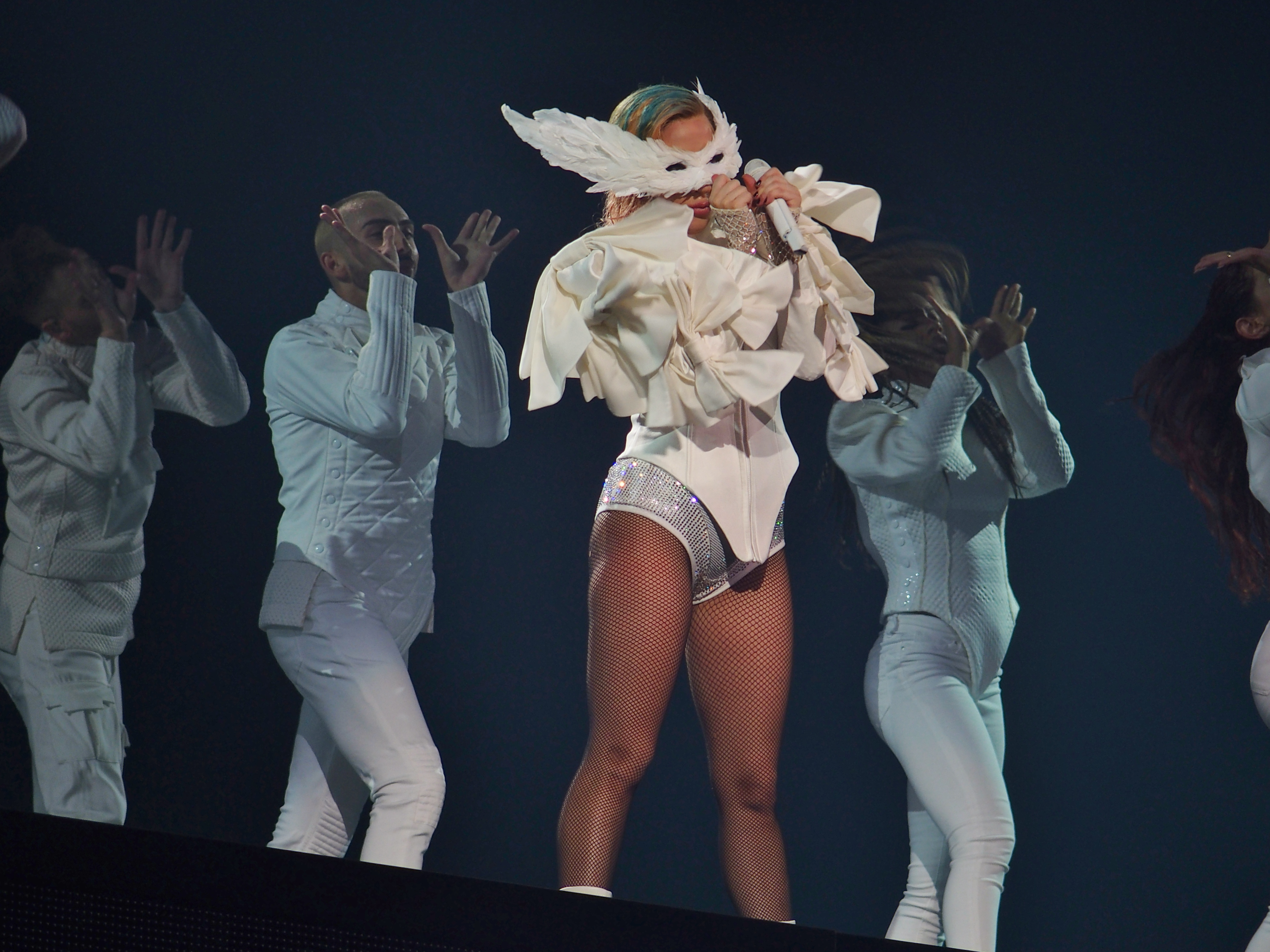
Gaga interpretando «Bad Romance» en la gira Joanne World Tour.

El video musical de «Bad Romance» se filmó el 16 y 17 de octubre de 2009. Durante una entrevista con la revista estadounidense Rolling Stone, Gaga confirmó que el director de cine Francis Lawrence había dirigido el video y que estaba «impresionada» con el resultado final. Comentó: «Sabía que el talento [de Lawrence] como director era muy superior a lo que yo podía hacer». El equipo creativo de la artista, Haus of Gaga, se encargó de la dirección artística, mientras que la première del video se llevó a cabo el 10 de noviembre de 2009. La cantante explicó:

Quería a alguien con un gran conocimiento de cómo hacer un video de pop, porque mi máximo desafío al trabajar con directores es que yo soy la directora, escribo los guiones, consigo el vestuario y decido la temática; es muy difícil encontrar directores que toleren algún tipo de imposición por parte del artista. [...] Pero Francis y yo trabajamos juntos. [...] Fue colaborativo. Es un auténtico director de videos de música pop y cineasta. Hizo Soy leyenda y soy una gran fan de Will Smith, así que sabía que podría hacer este video de una forma en la que podría dar mis ideas más extrañas y psicóticas, [...] pero se entendería y sería importante para el público.

Gaga diseñó un par de gafas de sol con hojas de afeitar que, en su opinión, representan un espíritu femenino fuerte, para usar en el video y comentó al respecto: «Quería diseñar [unas gafas] para algunas de las chicas más duras y [para] algunas de mis novias. [...] Solían usar hojas de afeitar a la altura de la boca. [...] Ese espíritu femenino fuerte es algo que quiero proyectar. Está destinado a ser: "Este es mi escudo, esta es mi arma, este es mi sentido interno de fama, este es mi monstruo"». Los trajes blancos de látex se inspiraron en el traje de lobo de la película Donde viven los monstruos. Gaga además usó unos tacones diseñados por Alexander McQueen de trescientos milímetros de alto. Maureen Callahan, autora del libro Poker Face: El ascenso imparable de una diva, definió dichos zapatos como de estilo «armadillo» y se usaron en un desfile del diseñador, en el que las modelos llevaron una vestimenta similar a la de la cantante.

### Trama
El concepto central detrás del video es la idea de que Gaga es raptada por un grupo de supermodelos que la drogan y luego la venden a la mafia rusa por un millón de rublos. Esto tiene lugar en una casa de baños blanca. El video comienza con Gaga sentada en un trono blanco en una habitación con luces brillantes y rodeada de muchas personas, además de su perro gran danés. En la escena usa anteojos hechos con navajas de afeitar y un vestido con brillantes dorados. Su dedo está sobre el botón de silencio de un iPod y cuando lo suelta, comienza a sonar la canción. Luego, se ven varias cápsulas parecidas a un féretro y tres botellas de vodka marca Nemiroff.
Se muestra un cartel que dice Bath Haus of GaGa. Las cápsulas se abren y emerge un grupo de bailarinas vestidas de blanco, entre las que está Gaga y comienzan a bailar. También aparecen escenas donde la artista canta frente a un espejo vestida de negro y otras donde está dentro de una bañera. Cuando comienza el estribillo de la canción, dos mujeres sacan a Gaga de la bañera, la desvisten y la obligan a beber un vaso de vodka. Poco después, aparece vestida con un atuendo de diamantes y una corona, mientras baila en forma seductora para un grupo de hombres que apuestan por ella y tratan de comprarla. La cantante se sienta en las piernas de uno de ellos, el modelo esloveno Jurij Bradač, y realiza un lap dance. Dicho hombre eleva su oferta, convirtiéndose en el mejor postor y la compra. Al instante Gaga aparece rodeada de diamantes que flotan a su alrededor. También hay escenas donde usa otro traje que tiene alrededor un giroscopio gigante. Después se ve a la artista caminando con un vestido extravagante y zapatos del diseñador Alexander McQueen. También, Gaga y un grupo de bailarinas danzan con trajes rojos de encaje.
Al final del video se ve a Gaga usando un abrigo de piel de un oso polar. Este abrigo fue diseñado por Benjamin Cho en colaboración con una sociedad humanitaria para un desfile primaveral de 2004 y es de piel sintética. La artista camina en dirección al hombre, sentado al borde de una cama desabrochándose la camisa mientras bebe un vaso de vodka. Gaga tiene una mirada indiferente mientras se quita las gafas de sol y el abrigo. De pronto, la cama se incendia en llamas. El video finaliza con la artista yaciendo junto a un esqueleto chamuscado sobre el mueble destruido y cubierto de cenizas. Con su cuerpo repleto de hollín, fuma un cigarrillo mientras que su sostén pirotécnico arroja chispas.

### Recepción pública y crítica

El video alcanzó gran impacto en YouTube, siendo el primero en superar las 200 millones de reproducciones y el más visto de la plataforma desde abril de 2010 durante más de un año.

La biógrafa de Gaga, Maureen Callahan, comentó que el video «destacaba no sólo por su descarada extravagancia y su humor negro, sino por el colofón». Tim Stack de Entertainment Weekly comparó la coreografía con la del video de Michael Jackson «Thriller» y comentó que «no creo que Gaga se haya visto más hermosa que en los primeros planos en los que está más desnuda». A Jennifer Cady de E! también le agradó y afirmó: «Este video musical realmente nos hace apreciar todo lo que Gaga da a la música pop. Es emocionante de ver, lisa y llanamente. [...] Necesitamos a alguien como Gaga [para] poner dedicación al producto, que resulta muy vivo». Daniel Kreps de Rolling Stone consideró que las escenas poseían reminiscencias de los trabajos de Stanley Kubrick. Añadió que en «Bad Romance» Gaga destaca sus ideas más locas hasta el momento. Jocelyn Vena de MTV opinó que es simbólico y que representa que «la anterior Gaga se acabó, aquí está la Gaga renovada: la que parece disfrutar en extender las fronteras y explorar todas las formas de las tendencias sexuales». Además, consideró que es un testamento de la brillantez de Gaga y la definió «como una artista que utiliza el arte del video como punto determinante para la siguiente etapa de su carrera». Tamar Anitai, también de MTV, comentó:

Han logrado crear un video tan espeluznante que no se puede dormir por una semana. O bien, no dormir durante una semana ya que estarás despierto mirando a Gaga convertirse en una criatura de otro mundo. Es uno de los mejores videos del año y, como Lady Gaga, es una leyenda instantánea.
Tamar Anitai, editora de MTV

The Wall Street Journal recalcó que Gaga es una de las pocas estrellas del pop de la actualidad que realmente entiende el espectáculo, la moda, el impacto, la coreografía: todas las cosas en las que Madonna y Michael Jackson fueron expertos en la década de 1980. Bill Lamb de About.com comentó que «como la canción, [el video] dispara a tus sentidos hasta que simplemente estás hundido en el poder audiovisual del mismo». El 3 de agosto de 2010, recibió diez nominaciones en los MTV Video Music Awards de 2010 en las categorías de mejor cinematografía, mejor edición, mejor dirección artística, mejores efectos especiales, mejor coreografía, mejor dirección, mejor video de baile, mejor video pop, mejor video femenino y video del año; comparte con la canción de Peter Gabriel «Sledgehammer» el récord de la mayor cantidad de nominaciones para un solo video en la historia de estos premios. Finalmente, ganó en siete categorías. Además, ganó un premio Grammy en la categoría de mejor video musical de formato corto y tuvo un gran impacto en el sitio YouTube, ya que cuando cumplió dos meses desde su estreno en línea, había sido visto más de noventa millones de veces. En abril de 2010 se convirtió en el video más visto en dicha página. A pesar de ello, fue superado en visitas por «Baby» de Justin Bieber. Hacia el 22 de agosto de 2011, había sobrepasado los cuatrocientos millones de reproducciones.

## Interpretaciones en directo

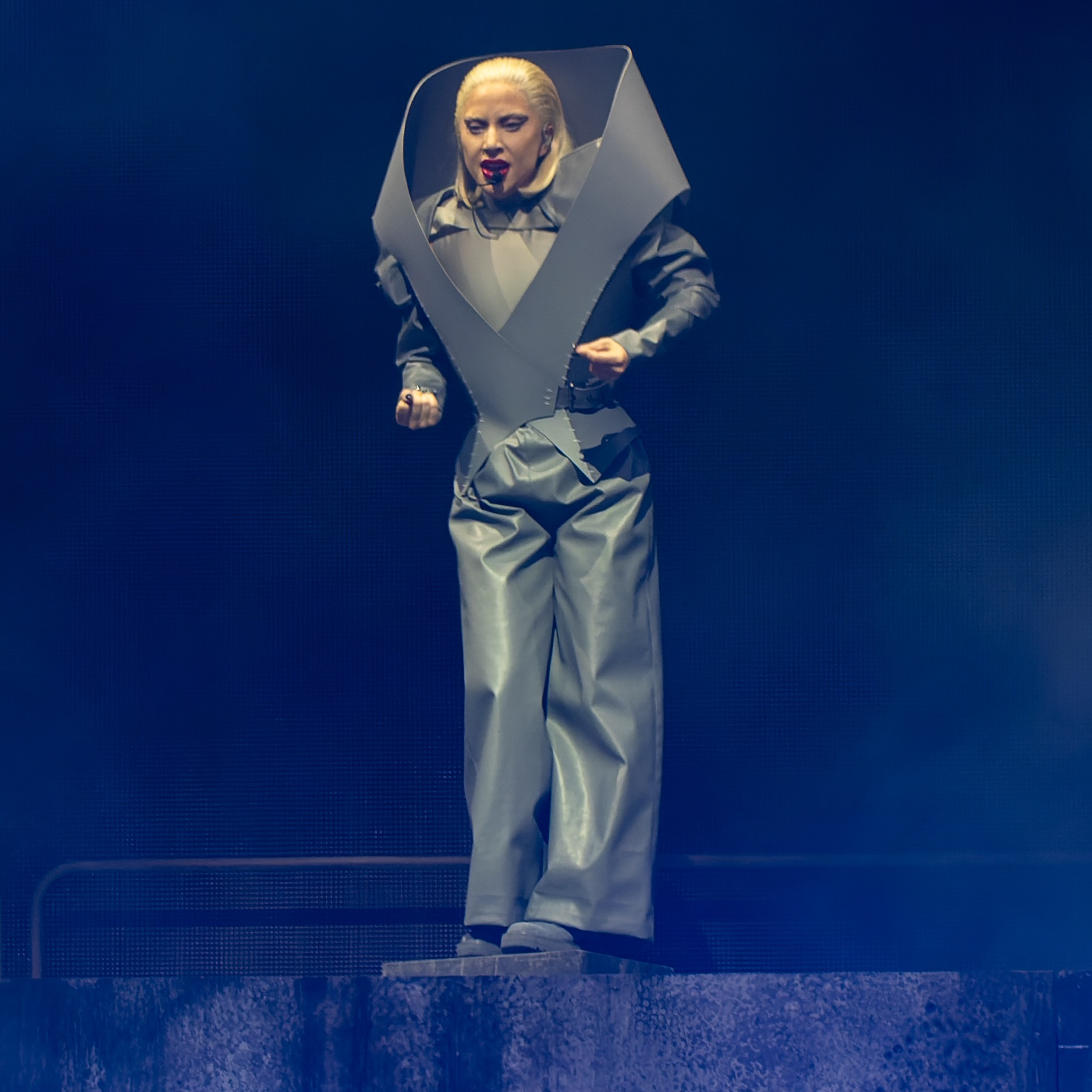
Gaga interpretando «Bad Romance» en su gira The Chromatica Ball en 2022.

La cantante interpretó una parte de la canción en Saturday Night Live el 3 de octubre de 2009. Allí, llevaba un traje llamado «The Orb» («la órbita»), diseñado por Nasir Mazhar y su grupo de producción, Haus of Gaga. Descrito por la cantante como una «instalación a la moda», el traje consta de anillos metálicos concéntricos que giran a su alrededor, similares a un giroscopio. Tras terminar su interpretación de «LoveGame», Gaga se sentó en su piano y tocó una versión acústica del estribillo de «Bad Romance». Además, cantó el tema en el episodio de la serie de televisión Gossip Girl «The Last Days of Disco Stick» el 16 de noviembre de 2009. La actuación tiene lugar en un concierto privado organizado por el personaje de Blair Waldorf, una estudiante de primer año de la Universidad de Nueva York. En una entrevista con MTV, la artista explicó que la decisión de cantar en el programa se inspiró en su hermana. Afirmó que no quería que su interpretación estuviera fuera de lugar con respecto a la trama de la serie, así que trabajó con los guionistas para incorporar su canción a la línea argumental. La actuación incluyó varias escaleras, símbolo de la mala suerte y ella usó un vestido de once metros de largo. Según la productora ejecutiva de la serie Stephanie Savage, la canción incorporó versos con referencias específicas a Gossip Girl. Gaga dio comienzo a la actuación entrando desde dos puertas gigantes con un vestido rojo considerablemente largo. Luego, subió las escaleras, desde donde cantó partes de la canción. Sus bailarines danzaron alrededor de ella mientras continuaba cantando.
También se interpretó «Bad Romance» en los American Music Awards de 2009, junto a «Speechless», de The Fame Monster. Usó un traje color piel con tubos blancos que imitaban costillas y una columna vertebral, además de luces intermitentes. La actuación comenzó con la canción y bailó en el escenario, para luego romper, con el micrófono de pie, una caja de vidrio donde se encontraba el piano en el que tocaría «Speechless». Se interpretó en The Jay Leno Show, donde Gaga usó un par de anteojos negros y una campera negra con hombreras que se extendían sobre su cabeza. Sus bailarines de respaldo vestían trajes negros y artefactos relacionados con el sadomasoquismo. Ambas canciones se tocaron en The Ellen DeGeneres Show el 25 de noviembre de 2009. La cantante interpretó «Bad Romance» en el programa de televisión británico The X Factor el 6 de diciembre de 2009. En la interpretación, cantó dentro de una bañera de cuatro metros de largo y tocó el piano sentada en un inodoro, además de usar un traje de murciélago. Además, «Bad Romance» era la última canción de cada concierto en la gira The Monster Ball Tour. Gaga cantaba vestida con un traje blanco de hombreras grandes y pantalones anchos inspirado en la década de 1980. En esta actuación, utilizó un giroscopio de tamaño humano. El 15 de enero de 2010, cantó «Bad Romance» como parte de un popurrí de tres canciones en The Oprah Winfrey Show, para lo que se vistió con una chaqueta metalizada y lució su cabello en punta. Además, llevaba una bola colgando de una cadena en su mano.

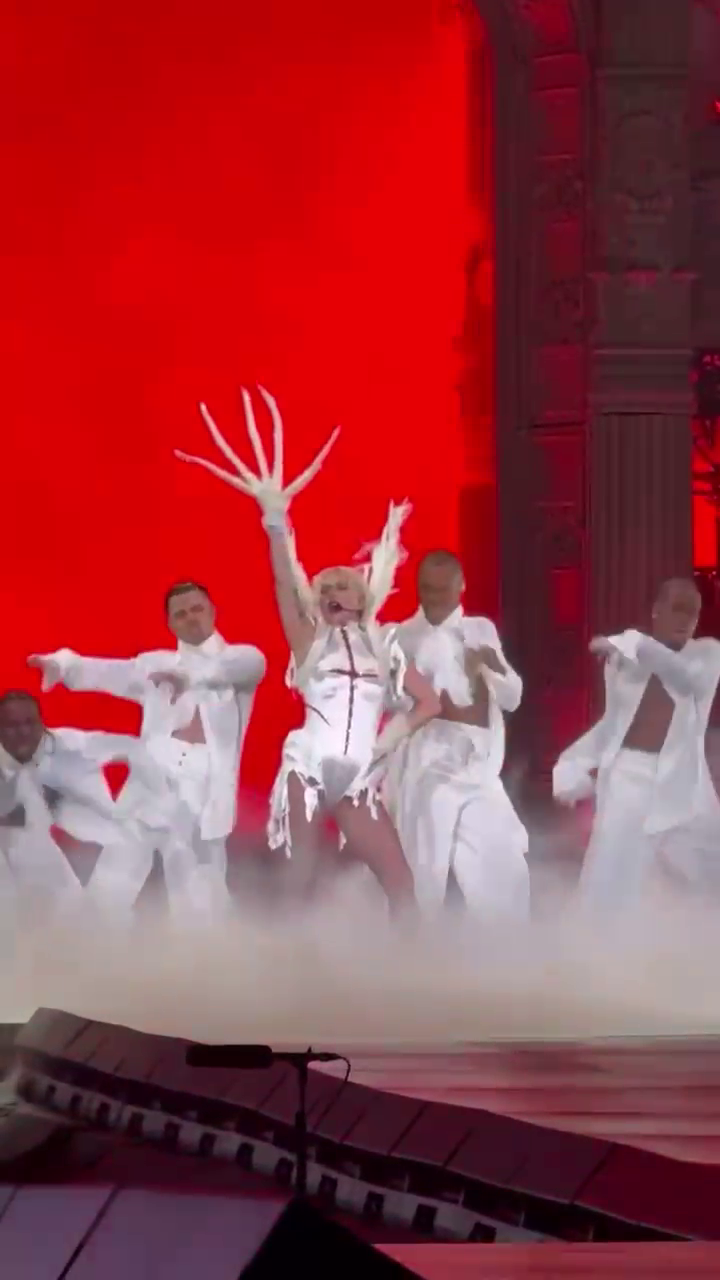
Gaga interpretando «Bad Romance» durante su concierto en la playa de Copacabana en 2025.

La canción se interpretó en el programa estadounidense de NBC Today Show, donde vistió un chaleco y pantalón blanco, además de lucir una tiara blanca en la cabeza. Luego de cantar «Bad Romance», interpretó sus otras canciones «Alejandro», «Teeth» y «Yoü and I», pista perteneciente a su segundo álbum de estudio, Born This Way. El 15 de mayo de 2011, interpretó la canción en el festival británico Radio 1's Big Weekend, que tuvo lugar en Carlisle; allí también cantó «The Edge of Glory», «Just Dance», «Alejandro», «Telephone», «Poker Face», «Judas», «Born This Way» y «Yoü and I». El 27 de mayo de 2011, interpretó «Bad Romance» junto con otras canciones de Born This Way en el programa de televisión Good Morning America, como parte de su «serie veraniega de conciertos». En este programa, «Bad Romance» fue el tema de apertura y Gaga ingresó al escenario sostenida por un arnés y abriendo sus brazos hacia el público mientas se elevaba hacia el escenario central. Una vez que llegó de esta forma, la canción comenzó y sus bailarines le quitaron la capa blanca que usaba, para revelar sus medias de red, su leotardo rojo con manchas negras de fieltro y botas negras con cordones. El 24 de septiembre de 2011, la cantante se presentó en el iHeartRadio Music Festival, donde cantó «Bad Romance» junto otras de los álbumes The Fame, The Fame Monster y Born This Way: «Just Dance», «Poker Face», «LoveGame», «Paparazzi», «Telephone», «Alejandro», «Born This Way», «Judas», «The Edge of Glory», «Yoü and I», «Hair» y «Scheiße». Además de ello, interpretó junto al cantante británico Sting «Stand By Me», de Ben E. King, y «King of Pain» de The Police. Con el motivo de celebrar el cumpleaños número sesenta y cinco del expresidente Bill Clinton, se presentó y cantó el tema en la gala benéfica A Decade of Difference Concert el 15 de octubre de 2011, donde interpretó además otras pistas de Born This Way. Allí, en forma de dedicatoria, Gaga cambió el nombre de la canción por «Bill Romance».
El 5 de febrero de 2017, Gaga la interpretó en el espectáculo de medio tiempo del Super Bowl LI junto a otros de sus temas como «Million Reasons», «Poker Face», «Born This Way», «Just Dance» y «Telephone». Durante la actuación, la cantó en el escenario principal usando unas hombreras de fútbol americano blancas de Versace y cerró la actuación lanzándose al público. También fue incluida en el repertorio de sus giras artRAVE: The ARTPOP Ball Tour, Joanne World Tour y The Chromatica Ball. Igualmente, figuró entre los temas de sus residencias Lady Gaga Live at Roseland Ballroom y Lady Gaga: Enigma.

## Versiones de otros artistas
El 14 de marzo de 2010, Marco Hietala de Nightwish realizó una versión de la canción acompañado por un coro en el programa de televisión Kuorosota. Hayley Williams, vocalista de la banda Paramore, realizó una versión acústica de la canción, que publicó en su cuenta de Twitter el 28 de marzo de 2010. El 29 de marzo de 2010 la banda 30 Seconds To Mars hizo una versión acústica de la canción en el segmento Live Lounge de la BBC Radio 1 y, poco después, se incluyó en su tercer álbum de estudio, This is War. Wendy Sulca interpretó un pequeño fragmento de la canción en la estación de radio latinoamericana Radio Capital 96.7. La artista Lissie publicó su versión en YouTube que, a pesar de no ser lanzada digitalmente, recibió elogios del cineasta David Lynch y del periodista de The Washington Post David Malitz, que la incluyó en «Clic Track – Single Files», la lista de canciones semanal del periódico. La artista venezolana Kiara interpretó una versión en español de la canción para el acto de apertura al evento Miss Venezuela 2010. Tanto Kiara como los bailarines imitaron algunas de las vestimentas de Gaga, además de usar las coreografías de «Bad Romance» y «Telephone». En 2011 la banda estadounidense Halestorm, incluyó una versión hard rock de la canción en su EP Reanimate: The Covers. El 27 de abril de 2012, en la apertura en Corea del Sur de su gira Born This Way Ball Tour, Gaga cantó «Bad Romance», junto con las diecisiete canciones de su tercer álbum de estudio.
El elenco de la serie televisiva Glee la interpretó en un episodio llamado «Theatricality»; para esta presentación, los actores imitaron la vestimenta de Gaga. Cuando el personaje Rachel Berry descubre que el grupo musical escolar rival, Vocal Adrenaline, planea interpretar un tema suyo en Reginals, Will (Matthew Morrison) les encarga cantar una canción de la artista. Las chicas y Kurt diseñan trajes inspirados en Gaga y luego interpretan «Bad Romance». La versión de Glee logró vender cuarenta y ocho mil copias digitales en los Estados Unidos según Nielsen SoundScan, lo que hizo que alcanzara la posición 54 de la lista Billboard Hot 100. También debutó en el puesto número 10 en Irlanda, y llegó al número 46 en Canadá y al número 41 en el Reino Unido. El grupo Evil Adam realizó una versión del tema y la habilitó para streaming y descarga digital. La cantante Lulu y el actor Cuba Gooding Jr. interpretaron una versión de «Bad Romance» a dúo en la serie de Channel 4 Chris Moyles' Quiz Night el 5 de agosto de 2011. En agosto de 2011, las concursantes del reality show mexicano La Academia, Tadeo Bustamante y Carmen Daniela Ríos, interpretaron su propia versión de la canción. Además, la mascota de los Philadelphia Phillies se puso una imitación del conjunto de encaje rojo diseñado por McQueen que Gaga usó en el video de la canción y bailó «Bad Romance», mientras, según Callahan, «la multitud vociferaba y reía». En septiembre de 2011, el cantante de country Luke Bryan realizó una versión distinta de la canción durante su gira CMT. A ello, Leah Greenblatt de Entertainment Weekly comentó que «Bryan demuestra que una canción sólida con un gran gancho puede trabajar[se] más allá de la que un artista originó». En 2015, Leo Moracchioli lanzó una versión heavy metal de la canción.

## Formatos yremixes
- Descarga digital

| Bad Romance, Single |               |          |  |
| N.º                 | Título        | Duración |  |
| 1.                  | «Bad Romance» | 4:54     |  |

| Bad Romance: The Remixes EP, parte 1 |                                         |          |  |
| N.º                                  | Título                                  | Duración |  |
| 1.                                   | «Bad Romance» (Chew Fu H1N1 Fix)        | 7:13     |  |
| 2.                                   | «Bad Romance» (Kaskade Remix)           | 4:20     |  |
| 3.                                   | «Bad Romance» (Bimbo Jones Radio Remix) | 3:59     |  |
| 4.                                   | «Bad Romance» (Skrillex Remix)          | 4:23     |  |

| Bad Romance: The Remixes EP, parte 2 |                                                  |          |  |
| N.º                                  | Título                                           | Duración |  |
| 1.                                   | «Bad Romance» (Grum Remix)                       | 4:49     |  |
| 2.                                   | «Bad Romance» (Richard Vission Remix)            | 5:21     |  |
| 3.                                   | «Bad Romance» (Hercules & Love Affair Remix)     | 5:11     |  |
| 4.                                   | «Bad Romance» (Hercules & Love Affair Dub Remix) | 5:11     |  |
| 5.                                   | «Bad Romance» (DJ Dan Remix)                     | 3:43     |  |

| Bad Romance EP, Reino Unido |                                              |          |  |
| N.º                         | Título                                       | Duración |  |
| 1.                          | «Bad Romance»                                | 4:54     |  |
| 2.                          | «Bad Romance» (Hercules & Love Affair Remix) | 5:11     |  |
| 3.                          | «Bad Romance» (Chew Fu Remix)                | 7:13     |  |
| 4.                          | «Bad Romance» (Starsmith Remix)              | 4:55     |  |
| 5.                          | «Bad Romance» (Video)                        | 5:14     |  |

| Bad Romance Remixes, Alemania |                                                  |          |  |
| N.º                           | Título                                           | Duración |  |
| 1.                            | «Bad Romance» (Radio edit)                       | 4:21     |  |
| 2.                            | «Bad Romance» (Chew Fu Remix)                    | 7:13     |  |
| 3.                            | «Bad Romance» (Starsmith Remix)                  | 4:55     |  |
| 4.                            | «Bad Romance» (Grum Remix)                       | 4:50     |  |
| 5.                            | «Bad Romance» (Bimbo Jones Radio Remix)          | 3:58     |  |
| 6.                            | «Bad Romance» (Hercules & Love Affair Remix)     | 5:11     |  |
| 7.                            | «Bad Romance» (Hercules & Love Affair Dub Remix) | 5:11     |  |
| 8.                            | «Bad Romance» (Video)                            | 5:14     |  |

- Disco de vinilo

| Disco de vinilo de siete pulgadas, Estados Unidos, Japón y Reino Unido. |                                 |          |  |
| N.º                                                                     | Título                          | Duración |  |
| 1.                                                                      | «Bad Romance» (Radio edit)      | 4:21     |  |
| 2.                                                                      | «Paparazzi» (DJ Dan Club Remix) | 6:37     |  |

- Sencillo en CD

| Bad Romance: Alemania, Franciay Reino Unido |                                                                              |          |  |
| N.º                                         | Título                                                                       | Duración |  |
| 1.                                          | «Bad Romance»                                                                | 4:54     |  |
| 2.                                          | «Just Dance» (Deewan remix)(Lady Gaga con Ashking, WeDis, Lush, Young Thoro) | 4:16     |  |

| Bad Romance: The Remixes EP, Canadá, Estados Unidos e Italia. |                                              |          |  |
| N.º                                                           | Título                                       | Duración |  |
| 1.                                                            | «Bad Romance» (Chew Fu H1N1 Fix)             | 7:13     |  |
| 2.                                                            | «Bad Romance» (Kaskade Remix)                | 4:20     |  |
| 3.                                                            | «Bad Romance» (Bimbo Jones Remix)            | 3:58     |  |
| 4.                                                            | «Bad Romance» (Skrillex Remix)               | 4:23     |  |
| 5.                                                            | «Bad Romance» (Grum Remix)                   | 4:51     |  |
| 6.                                                            | «Bad Romance» (Richard Vission Remix)        | 5:23     |  |
| 7.                                                            | «Bad Romance» (Hercules & Love Affair Remix) | 5:11     |  |

| Bad Romance, Francia |                                         |          |  |
| N.º                  | Título                                  | Duración |  |
| 1.                   | «Bad Romance» (Radio edit)              | 4:21     |  |
| 2.                   | «Bad Romance» (Bimbo Jones Radio Remix) | 3:58     |  |
| 3.                   | «Bad Romance» (Chew Fu Remix)           | 7:13     |  |

## Posicionamiento en listas

### Semanales
| Alemania          | German Singles Chart             | 1 |
| Australia         | Australian Singles Chart         | 2 |
| Austria           | Austrian Singles Chart           | 1 |
| Bélgica (Flandes) | Ultratop 50 Singles              | 2 |
| Bélgica (Valonia) | Ultratop 50 Singles              | 4 |
| Brasil            | Brazil Billboard Hot 100 Airplay | 6 |
| Bulgaria          | Bulgarian Airplay Chart          | 1 |
| Canadá            | Canadian Hot 100                 | 1 |
| Dinamarca         | Danish Singles Chart             | 1 |
| Eslovaquia        | Radio Top 100 Chart              | 1 |
| España            | Promusicae                       | 1 |
| Estados Unidos    | Billboard Hot 100                | 2 |
| Estados Unidos    | Pop Songs                        | 1 |
| Estados Unidos    | Digital Songs                    | 1 |
| Estados Unidos    | Dance/Club Play Songs            | 1 |
| Finlandia         | Finnish Singles Chart            | 1 |
| Francia           | French Singles Chart             | 1 |
| Hungría           | Rádiós Top 40                    | 1 |
| Irlanda           | Irish Singles Chart              | 1 |
| Italia            | Italian Singles Chart            | 1 |
| Japón             | Japan Hot 100                    | 9 |
| Noruega           | Norwegian Singles Chart          | 1 |
| Nueva Zelanda     | New Zealand Singles Chart        | 2 |
| Países Bajos      | Dutch Top 40                     | 7 |
| Reino Unido       | UK Singles Chart                 | 1 |
| República Checa   | Radio Top 100 Chart              | 1 |
| Rumania           | Romanian Top 100                 | 1 |
| Suecia            | Swedish Singles Chart            | 1 |
| Suiza             | Swiss Singles Chart              | 2 |
| Europa            | European Hot 100                 | 1 |

- Ver lista de predecesores y sucesores

| Predecesor: «Sexy Bitch» de David Guetta con Akon «Tik Tok» de Kesha                                                      | Canadian Hot 100 — Sencillo número uno 14 de noviembre de 2009 5 de diciembre de 2009 — 26 de diciembre de 2009                   | Sucesor: «Tik Tok» de Kesha «Tik Tok» de Kesha                              |
| Predecesor: «The Official BBC Children in Need Medley» de Peter Kay's Animated All Star Band «The Climb» de Joe McElderry | UK Singles Chart — Sencillo número uno 13 de diciembre de 2009 — 20 de diciembre de 2009 3 de enero de 2010 — 10 de enero de 2010 | Sucesor: «Killing in the Name» de Rage Against the Machine «Replay» de Iyaz |
| Predecesor: «Hang On» de Plumb                                                                                            | Billboard Hot Dance Club Songs — Sencillo número uno 26 de diciembre de 2009 — 9 de enero de 2010                                 | Sucesor: «Make Me» de Janet Jackson                                         |
| Predecesor: «I Like» de Keri Hilson                                                                                       | German Singles Chart — Sencillo número uno 15 de enero de 2010 — 21 de enero de 2010                                              | Sucesor: «I Like» de Keri Hilson                                            |
| Predecesor: «Replay» de Iyaz                                                                                              | Billboard Pop Songs — Sencillo número uno 17 de enero de 2010 — 6 de febrero de 2010                                              | Sucesor: «Tik Tok» de Kesha                                                 |
| Predecesor: «Meet Me Halfway» de The Black Eyed Peas «Meet Me Halfway» de The Black Eyed Peas                             | European Hot 100 Singles — Sencillo número uno 23 de enero de 2010 6 de febrero de 2010                                           | Sucesor: «Meet Me Halfway» de The Black Eyed Peas «Tik Tok» de Kesha        |
| Predecesor: «Stereo Love» de Edward Maya                                                                                  | French Singles Chart — Sencillo número uno 24 de enero de 2010                                                                    | Sucesor: «Dingue, dingue, dingue» de Christophe Maé                         |

### Certificaciones
| País           | Organismo certificador | Certificación     | Ventas certificadas | Ref.          |
| -------------- | ---------------------- | ----------------- | ------------------- | ------------- |
| Alemania       | BVMI                   | 3× Oro            | 450 000             | [ 81 ]        |
| Australia      | ARIA                   | 11× platino       | 770 000             | [ 105 ]       |
| Bélgica        | BEA                    | Oro               | 15 000              | [ 201 ]       |
| Brasil         | ABPD                   | Diamante          | 160 000             | [ 202 ]       |
| Canadá         | CRIA                   | Diamante          | 800 000             | [ 68 ]        |
| Dinamarca      | IFPI Dinamarca         | Platino           | 30 000              | [ 203 ]       |
| España         | PROMUSICAE             | 2× platino        | 80 000              | [ 204 ]       |
| Estados Unidos | RIAA                   | 11× Platino       | 11 000              | [ 64 ]        |
| Francia        | SNEP                   | Platino           | 250 000             | [ 83 ]        |
| Italia         | FIMI                   | 2× Platino        | 60 000              | [ 205 ]       |
| Japón          | RIAJ                   | Platino (digital) | 250 000             | [ 206 ]       |
| Japón          | RIAJ                   | Oro (ringtone)    | 50 000              | [ 207 ]       |
| Noruega        | IFPI — Noruega         | 8× Platino        | 480 000             | [ 208 ]       |
| Nueva Zelanda  | RIANZ                  | 2× platino        | 30 000              | [ 113 ]       |
| Reino Unido    | BPI                    | 3× platino        | 2 200 000           | [ 79 ] [ 78 ] |
| Rusia          | NFPF                   | Oro (ringtone)    | 100 000             | [ 209 ]       |
| Suecia         | IFPI — Suecia          | 2× platino        | 40 000              | [ 210 ]       |
| Suiza          | IPFI — Suiza           | Platino           | 30 000              | [ 211 ]       |

### Anuales
| Australia   | Australian Singles Chart         | 31 |
| Bélgica     | Belgian Singles Chart (Flanders) | 86 |
| Dinamarca   | Danish Singles Chart             | 42 |
| Irlanda     | Irish Singles Chart              | 10 |
| Italia      | Italian Singles Chart            | 4  |
| Reino Unido | UK Singles Chart                 | 17 |

| Alemania          | German Singles Chart     | 17 |
| Australia         | Australian Singles Chart | 26 |
| Austria           | Austrian Singles Chart   | 9  |
| Bélgica (Flandes) | Belgian Singles Chart    | 31 |
| Bélgica (Valonia) | Belgian Singles Chart    | 10 |
| Canadá            | Canadian Hot 100         | 3  |
| Dinamarca         | Danish Singles Chart     | 28 |
| España            | Spanish Singles Chart    | 6  |
| Estados Unidos    | US Billboard Hot 100     | 8  |
| Hungría           | Hungarian Airplay Chart  | 5  |
| Italia            | Italian Singles Chart    | 9  |
| Japón             | Japan Hot 100            | 26 |
| Países Bajos      | Dutch Top 40             | 57 |
| Reino Unido       | UK Singles Chart         | 26 |
| Rumania           | Romanian Top 100         | 13 |
| Suiza             | Swiss Singles Chart      | 13 |
| Europa            | European Hot 100         | 1  |

## Premios y nominaciones
El sencillo «Bad Romance» fue nominado en distintas ceremonias de premiación. A continuación, una lista con algunas de las candidaturas que obtuvo la canción:
| Año  | Ceremonia de premiación          | Premio                                  | Resultado | Ref.    |
| ---- | -------------------------------- | --------------------------------------- | --------- | ------- |
| 2010 | Teen Choice Awards               | Mejor vídeo                             | Nominado  | [ 233 ] |
| 2010 | Teen Choice Awards               | Mejor sencillo                          | Nominado  | [ 233 ] |
| 2010 | MTV Video Music Awards           | Vídeo del año                           | Ganador   | [ 234 ] |
| 2010 | MTV Video Music Awards           | Mejor vídeo pop                         | Ganador   | [ 234 ] |
| 2010 | MTV Video Music Awards           | Mejor vídeo femenino                    | Ganador   | [ 234 ] |
| 2010 | MTV Video Music Awards           | Mejor vídeo dance                       | Ganador   | [ 234 ] |
| 2010 | MTV Video Music Awards           | Mejor coreografía                       | Ganador   | [ 234 ] |
| 2010 | MTV Video Music Awards           | Mejor edición                           | Ganador   | [ 234 ] |
| 2010 | MTV Video Music Awards           | Mejor dirección                         | Ganador   | [ 234 ] |
| 2010 | MTV Video Music Awards           | Mejor dirección de arte                 | Nominado  | [ 234 ] |
| 2010 | MTV Video Music Awards           | Mejores efectos especiales              | Nominado  | [ 234 ] |
| 2010 | MTV Video Music Awards           | Mejor fotografía                        | Nominado  | [ 234 ] |
| 2010 | MTV Europe Music Awards          | Canción del año                         | Ganador   | [ 235 ] |
| 2010 | Premios 40 Principales           | Mejor canción de habla no española      | Ganador   | [ 236 ] |
| 2010 | Billboard Year End Chart Awards  | Canción European Hot 100                | Ganador   | [ 237 ] |
| 2010 | International Dance Music Awards | Vídeo del año                           | Ganador   | [ 238 ] |
| 2010 | International Dance Music Awards | Mejor canción pop/dance                 | Nominado  | [ 238 ] |
| 2011 | Grammy Awards                    | Mejor vídeo musical de formato corto    | Ganador   | [ 10 ]  |
| 2011 | Grammy Awards                    | Mejor interpretación vocal pop femenina | Ganador   | [ 10 ]  |
| 2011 | Billboard Music Awards           | Mejor vídeo                             | Nominado  | [ 239 ] |
| 2011 | Billboard Music Awards           | Mejor canción dance                     | Nominado  | [ 239 ] |
| 2011 | BMI Music Awards                 | BMI Reconocimiento                      | Ganador   | [ 240 ] |

## Historial de lanzamientos
| País           | Fecha                   | Formato                                | Ref.            |
| -------------- | ----------------------- | -------------------------------------- | --------------- |
| Reino Unido    | 26 de octubre de 2009   | Descarga digital                       | [ 24 ]          |
| Estados Unidos | 26 de octubre de 2009   | Descarga digital                       | [ 23 ]          |
| Reino Unido    | 23 de noviembre de 2009 | Sencillo en CD                         | [ 25 ]          |
| Australia      | 27 de noviembre de 2009 | Sencillo en CD                         | [ 241 ]         |
| Estados Unidos | 22 de diciembre de 2009 | The Remixes – Descarga digital         | [ 242 ]         |
| Estados Unidos | 12 de enero de 2010     | The Remixes – Sencillo en CD           | [ 242 ] [ 243 ] |
| Francia        | 18 de enero de 2010     | Sencillo en CD                         | [ 244 ]         |
| Estados Unidos | 9 de febrero de 2010    | The Remixes Parte 2 – Descarga digital | [ 245 ]         |

## Créditos y personal
- Lady Gaga: composición, voz principal, coproducción
- RedOne: composición, producción, grabación, instrumentación, edición, ingeniería
- Mark Stent: mezcla
- Matty Gree: mezcla
- Johnny Severin: edición
- Dave Russel: ingeniería de sonido
- Eelco Bakker: ingeniería de sonido

Fuente: Discogs.